# 오사와정 (지바현)
오사와정(大佐和町)은 지바현 기미쓰군에 일찍이 존재했던 정이다. 현재의 훗쓰시 북부에 해당한다.

## 역사
쇼와 시대의 대합병이 진행중인 당시에는 오누키정, 사누키정, 도미즈정의 3 정촌 합병안이 이루어졌지만, 합병 전망이 서지 않은 채, 아오호리정, 기미쓰정, 이노촌, 사다모토촌, 슈난촌의 5 정촌을 더해 8 정촌 합병안으로 발전하였다. 그러나 이 안은 비현실적으로 도미쓰정, 오누키정, 사누키정, 아오호리정, 이노촌의 5정촌 합병안이 검토하게 되었다. 이 안은 8개 정촌 합병안보다 실현 가능성이 높다고 보았으나, 관계 정촌 간에 의견이 일치하지 않아 그 사이에 도미쓰정, 아오호리정, 이이노무라의 3개 정촌 합병이 확정되어 최종안으로 오누키정, 사누키정, 2개 정 합병안이 결정되었다.
그러나 '사누키정' 명칭을 존속해야 한다고 주장하는 사누키정 측과 '오누키정'을 주장하는 오누키정 측과의 의견이 대립하는 바람에 사누키정 측으로부터 타협안이 '오사누키정' 안이 제안되었으나 오누키정 측이 동의하지 않아 '오누키정'을 정하기로 의견을 모았다.
1955년 2월 9일, 두 마을 의회 모두 만장일치로 합병안을 의결되었는데, 이때 이의가 제기되어 "본 합병은 규모가 아직 만족스럽지 않고 있다고 생각하여 대규모의 합병을 간절히 원하고 있다"라는 내용이 의결되었다. 본정의 신설은 원래 잠정적이었음을 알 수 있다 그렇게 해서 여러 차례 대립끝에 오사와정이 성립하였다.
- 1955년 3월 30일 - 오누키정, 사누키정이 합병 신설되었다.
- 1971년 4월 25일 - 훗쓰정, 아마하정과 합병해 새로운 훗쓰정이 되어 소멸하였다.
- 1971년 9월 1일 - 훗쓰정이 시제시행으로 훗쓰시가 되었다.

## 교통

### 철도
- 국철 (→ JR동일본)
  - 가사라즈선

### 도로
- 가사라즈 가도 (현 제127호선